# Родионова, Ольга Геннадиевна
О́льга Генна́диевна Родио́нова (род. 25 июня 1974 года, Москва) — российская фотомодель ню, редактор, актриса и телеведущая.

## Биография
Дочь офицера милиции, коренная москвичка.
С самого детства знала о своей привлекательности, мечтала стать актрисой.
Я была типичным московским подростком: закончить 10 классов, поступить в институт (одно время мечтала о ВГИКе, но родители убедили в ненужности этой профессии на тот момент), найти престижную работу, чтобы можно было выезжать за границу, и, безусловно, хорошего мужа.
В 1991 году окончила среднюю школу. Не поступив в Московский юридический институт, устроилась работать по знакомству сначала в прокуратуру, а затем в Центробанк России, где встретила будущего мужа Сергея Родионова.

Окончила Институт экономики, менеджмента и права (1996) по специальности «Банковское дело».
В 1997 году открыла мультибрендовый бутик «ШАРМ», закрывшийся в кризис 1998 года. В 2001 году открыла первый в России бутик «Vivienne Westwood» (был закрыт в июле 2008 года).
С 2001 года снимается в кино. Несколько работ с режиссёром Всеволодом Плоткиным. С 2004 по 2006 год вела информационно-развлекательную программу «Третьего канала» «Личное время», с 2006 по 2007 год — программу «За кадром» на РЕН ТВ. С 2008 по 2009 год — ведущая ток-шоу «Цена вопроса» на «Третьем канале» (в паре с Вячеславом Волковым). Также ведёт одну из передач на канале «World Fashion Channel».

### Фотомодель
В 2000 году начала карьеру фотомодели. Имеет рост 178 см. Активно работала с такими всемирно известными фотографами, как Хельмут Ньютон, Дэвид ЛаШапель, Питер Линдберг, Терри Ричардсон, Эллен фон Унверт, Санте Дорацио, Беттина Реймс, Джон Ранкин, Натаниэл Голдберг, Гуидо Аржентини, Жан Даниэль Лорье, Марино Паризотто и другими. Её фотографии украшали обложки и страницы таких журналов, как Playboy (Россия 2001, 2003, 2006, 2013; Польша 2004, 2008; Германия 2008; Хорватия 2003, 2011; Греция 2009; Италия 2012, 2013; Украина 2013; Аргентина 2008, 2012), Vogue (Франция, Италия), FHM, L’Officiel (Франция, Россия), W (США), Numero (Франция), Panorama (Италия), Le Monde (Франция), Guardian (Великобритания) и многих других. Первые обложки – журнал L'Officiel за февраль 2001 года – фото Натаниэля Голдберга (Франция), и журнала Playboy за февраль 2001 года – фотограф Гуидо Аргентини (Италия), съемка для журнала Vogue (Франция), сентябрь 2001 – фото Хельмута Ньютона.
В 2009 году издатель Бенедикт Ташен (Taschen Gmbh) выпустил провокационный арт-бук «The Book Of Olga». Книга содержит фотографии Ольги Родионовой, сделанные фотографом Беттиной Раймс и привлекшие внимание средств массовой информации, посвящённых как искусству, так и политике, во всем мире. Работы из книги выставлены на персональных выставках фотохудожника в Centre Forma в Милане в 2008 году и в Европейском центре фотографии в Париже в 2016 году. 
В 2010 году одержала победу в суде над Ксенией Собчак, которая некорректно отозвалась о проекте «The Book Of Olga» и о деятельности самой Родионовой во время скандально известной церемонии «Серебряная калоша». В результате был создан судебный прецедент, демонстрирующий наказуемость публичных персон за некорректные высказывания в СМИ. Сама Родионова назвала этот процесс «принципиальной борьбой с хамством». Также к ответственности были привлечены московские газеты «Жизнь», «Твой день» и радиостанция «Серебряный дождь», которые удовлетворили все требования Родионовой добровольно.
В 2012 году в издательстве Taschen вышла вторая фотографическая арт-книга Ольги Родионовой «The Story of Olga», сделанная всемирно известным фотографом Эллен фон Унверт, и открылась выставка работ из этой книги в галерее CWC GALLERY в Берлине.
В 2010 году открыла пиар-агентство «Constellation by Olga Rodionova».
С 2013 года стала проживать в Нидерландах (Амстердам). Открыла там бутик «Vivienne Westwood» на Pieter Cornelius Hoofstraat 116. С 2019 года стала живть в Дубае. В апреле 2021 года назначена главным редактором журнала Hello.
В девяностых мне нравились события, которые происходили в России. Тогда я думала и говорила, что хочу здесь жить. Я надеялась, что мы, наконец, перестроимся и заживём как-то по-другому. Мои надежды не оправдались.
В 1996 году у Ольги и Сергея Родионовых родилась дочь Настя. Дочь учится в Лондоне.
В 2008 году Родионова отмечала, что учит арабский язык.
Обладатель французской награды «The Best» в номинации «Самые красивые люди года»[когда?].
Участвует в благотворительных акциях кинозвёзд, таких как Джуд Лоу, Эштон Кутчер и Деми Мур, Мишель Родригес, Оуэн Уилсон.

## Фильмография
- 2002 — Светские хроники — Инна Брагина
- 2002 — Пятый Ангел — Таня Будрайтис
- 2003 — Персики и Перчики. Куртуазные истории — Анриетта
- 2003 — Тотализатор — Елизавета
- 2004 — Любовные авантюры — Мадлен /Анетта
- 2006 — Лифт — Анастасия
- 2007 — Форсаж да Винчи — Маша
- 2007 — Агония страха
- 2007 — Парадокс
- 2010 — Химик — Алена
- 2014 — Чёрная роза — Наталья[19]